# Arenys de Mar
Arenys de Mar (Catalansk udtale: [əˈɾɛɲz ðə ˈmar]) er en catalansk by i comarcaet Maresme i provinsen Barcelona i det nordøstlige Spanien. Byen dækker et areal på 6,87 km² og har 16.642 (2024) indbyggere. Den er beliggende mellem byerne Caldes d'Estrac og Canet de Mar, og ligger omkring ti kilometer fra Mataró, hovedbyen i comarcaet. Arenys de Mar betjenes af Rodalies de Catalunya, der bl.a. opererer mellem Barcelona og Maçanet-Massanes.